# Аудио-скретница
Аудио-скретнице су класа електронских филтара који се користе у аудио-применама. Већина појединачних звучничких јединица нису у стању да репродукују цео аудио-опсег од ниских до високих фреквенција са прихватљивом релативном јачином звука и одсуством дисторзије тако да већина хај-фај звучничких система користе комбинацију више звучничких јединица, од којих сваки подржава одређени опсег фреквенција. Скретнице деле аудио-сигнал на одвојене фреквентне опсеге који могу независно да се спроведу до звучника који су оптимизовани за те опсеге.
Активне скретнице се разликују од пасивних по томе што оне деле аудио-сигнал пре појачања. Активне скретнице постоје у дигиталном или аналогном облику. Дигиталне скретнице често садрже додатну обраду сигнала, као што је ограничавање, кашњење и еквилизација.
Сигналне скретнице дозвољавају аудио-сигналу да се подели на више опсега који се засебно обрађују пре него што се опет помешају заједно. Неки примери су: динамика више опсега компресија, компресија аудио-нивоа, дисторија више опсега, појачавање дубоких фреквенција, појачавање високих фреквенција и редукција шума као што је Долби А редукција шума.

## Преглед
Дефиниција идеалне аудио-скретнице се мења у зависности од примене. Ако се одвојени опсези касније поново мешају у један сигнал (као у обради више опсега), онда би идеална аудио-скретница поделила улазни сигнал на одвојене опсеге који се не преклапају или реагују један са другим и који дају излазни сигнал који је непромењен по фреквенцији, релативним нивоима, и фазном одзиву. Ове идеалне карактеристике могу само да се апроксимирају. Начин одабира најбоље апроксимације је тема живе дебате. Са друге стране, ако аудио-скретница раздваја фреквентне опсеге у звучнику, не постоје захтеви за математички идеалним карактеристикама саме скретнице, пошто ће фреквенција и фазни одзив звучничких драјвера постављених у одговарајућим кутијама надјачати резултат скретница. Задовољавајући одзив комплетног система који се састоји од аудио-скретнице и звучникчких јединица у својим кутијама је циљ при пројектовању звучника. Такав резултат се често постиже коришћењем неидеалних, асиметричних карактеристика филтара скретнице.
Многе различите врсте скретница се користе у аудио-примени, али оне најчешће спадају у једну од следећих врста.

## Подела

### Подела по броју филтарских секција
При гледању спецификација звучника, може да се уочи податак по коме је звучник класификован као "Н"-канални звучник. Н је позитиван цео број већи од један, и он описује број филтарских секција. 2-системска скретница се састоји од филтра који пропушта ниске фреквенције и филтра који пропушта високе фреквенције. 3-системска скретница се састоји од комбинације претходно поменута два филтра као и филтра који пропушта један опсег фреквенција. Управо та секција филтара је комбинација филтра који пропушта високе фреквенције и филтра који пропушта ниске фреквенције. 4 или више системске скретнице нису честе при дизајнирању звучника јер су веома компликоване, што ретко може да доведе до бољих звучних резултата.
Додатни филтар који пропушта високе фреквенције може да буде присутан у "Н"-системској скретници како би заштитио звучник који репродукује најниже фреквенције од најнижих фреквенција које не може сигурно да прими. Таква скретница би имала филтар који пропушта део фреквентног опсега за звучничку јединицу најнижих фреквенција. Слично, високо фреквентна звучничка јединица може да има заштитну секцију која је штити од оштећења при високим фреквенцијама, мада је ово много ређе реализовано.
Скоро су многи произвођачи почели да означавају звучничке скретнице као "Н.5-системске" у стерео звучничким системима. Ово обично означава додатак додатног бас звучника који свира исти дубоко фреквентни опсег као главни бас звучник, али много пре њега престаје да свира највише фреквенције.
Напомена: Филтарске секције које су овде споменуте не треба да се мешају са две филтарске секције од којих се састоје филтри вишег реда.

### Подела заснована на компонентама
Скретнице могу такође да се поделе према врсти свог дизајна; према типу компонената.

#### Пасивне скретнице
Пасивна скретница је цела направљена од пасивних компоненти, које су најчешће повезана у Кауер топологији како би образовала Батерворт филтар. Пасивни филтри користе отпорнике комбиноване са реактивним компонентама као што су кондензатор и калем. Пасивне скретнице веома високих перформанси су најчешће доста скупље од активних скретница јер је тешко направити компоненте које имају добре карактеристике на великим струјама и напонима на којима раде звучнички системи. Полипропиленски, са метализованом полиестер фолијом, папирни и електролитски кондензатори су најчешћи. Калеми могу имати ваздушно језгро, језгро од метала у праху, феритно језгро, или ламинирано силицијумско гвоздено језгро, и већина је намотана лакираном бакарном жицом. Неке пасивне скретнице користе уређаје као што су осигурачи, ПТЦ компоненте, сијалице или прекидаче кола како би заштитили звучнике од случајне повећане снаге на улазу. Модерне пасивне скретнице све чешће имају и еквилизационе мреже (такозване Зобел мреже) које компензују промене импедансне са фреквенцијом које постоје у скоро сваком звучнику. Овај проблем је компликован, јер део промене импедансе звучника настаје због промена акустичног оптерећења звучника у опсегу фреквенција на којима свира.
Са негативне стране, пасивне мреже могу да буду кабасте и да доведу до губитка снаге. Оне нису само зависне од фреквенција, него и од електрична импедансе. Ово спречава замену скретница са другима у систему звучника са другачијом импедансом. Идеални филтри скретница, укључујући компензацију импедансе и еквилизационе филтре, могу бити веома тешки за пројектовање, јер компоненте међусобно интерагују на комплексне начине. Експерт за дизајнирање скретница Сигфрид Линквиц је рекао за пасивне скретнице: "Једини изговор за пасивне скретнице је њихова мала цена. Њихово понашање се мења са динамиком звучника која зависи од јачине сигнала. Оне спречавају појачало да преузме максималну контролу покрета калема звучника. Оне су трошење времена, уколико је тачност репродукције циљ. "
Алтернативно, пасивне компоненте могу да се искористе за конструкцију филтарских кола која се налазе пре појачала. Ово се зове пасивна скретница на нивоу сигнала линије.

#### Активне скретнице
Активна скретница садржи активне компоненте (тј. , оне са појачањем) у својим филтрима. Протеклих година, најчешће коришћен активни уређај је операционо појачало; активне скретнице раде на нивоима сигнала које су погодне за улаз у појачало што је у супротности са пасивним скретницама које раде на излазима појачала, на високим струјама и у неким случајевима напонима. Са друге стране, сва кола са појачањем уносе шум, и он има лош ефекат када се појави у сигналу који се касније појачава појачалом.
Активне скретнице увек траже коришћење појачала снаге за сваки фреквентни опсег понаособ. Тако у 2-системским активним скретницама, потребно је имати и два појачала, једно за нискотонски звучник и једно за високотонски звучник. Ово значи да ће систем базиран на активним скретницама често коштати више од система са пасивним скретницама. Упркос цени и компликованости, активне скретнице нуде следеће предности над пасивним скретницама:
- фреквентни опсег независан од динамичких промена у електричним карактеристикама звучника.
- често, могућност једноставног начина промене или финог штеловања сваког опсега фреквенција према специфичној звучничкој јединици. Примери би били нагиб скретнице, тип филтара (нпр., Безел, Батерворт…), релативни нивои…
- боља изолација сваке појединачне звучничке јединице од сигнала које добија друга звучничка јединица, што доводи до смањења међумодулационих дисторзија и превише јаког сигнала
- Појачала снаге су директно повезана на звучничке јединице, тиме повећавајући контролу пригушења од стране појачала према покретном калему звучника, смањујући последице динамичких промена у карактеристикама звучника, што доводи до побољшаног транзијентног одзива система
- смањење потребне снаге излазних појачала. Без енергије која се троши у пасивним компонентама, смањују се значајно захтеви за снагом појачала (у неким случајевима и до 1/2), смањујући цену, и потенцијално повећавајући квалитет.

##### Дигиталне скретнице
Активне скретнице могу да се имплементирају дигитално користећи ДСП чип или други микропроцесор. Оне користе дигиталне апроксимације традиционалних аналогних кола, познатих као ИИР филтри (Безел филтар, Бутерворт филтар, Линквиц-Рајли филтар,...) или ФИР филтре. ИИР филтри имају много сличности са аналогним филтрима и релативно су незахтевни према процесорским ресурсима; ФИР филтри са друге стране су најчешће вишег реда и самим тим захтевају више ресурса за сличне карактеристике. Они могу да се пројектују и направе тако да имају одзив са линеарном фазом, што се сматра пожељним од многих који се баве репродукцијом звука. Постоје мане - да би се постигао одзив са линеарном фазом, мора да се уведе веће кашњење него што мора да постоји код ИИР или ФИР филтара минималне фазе. ИИР филтри, који су по природи рекурзивни, имају ману да уколико нису пажљиво пројектовани могу да доведу до максимума процесорских циклуса, што доводи до нелинеарне дисторзије.

#### Механичке скретнице
Овај тип скретница је маханички и користи особине материјала у мембрани звучника како би постигао одговарајуће филтрирање. Такве скретнице се често налазе у звучницима пуног опсега који су направљени како би покрили што шири опсег фреквенција аудио-опсега. Једна врста таквих звучничких јединица се прави тако што се део са калемом повезује преко кратког дела другачијег материјала на кога је такође постављен и мала купа који служи да појача високе фреквенције. Ова секција служи као филтар тако да главна мембрана не вибрира на вишим фреквенцијама, тиме чинећи механичку скретницу. Пажљивим одабиром материјала за мембрану, малу високофреквентну купу и елементе вешења мембране одређује се фреквенција скретнице и њена ефективност. Такве механичке скретнице су компликоване за пројектовање, посебно ако се захтева висок квалитет репродукције. Рачунарски алати за пројектовање су увелико заменили посао испробавања различитих материјала ручно, који је захтевао много времена. Након неког времена, матеијали могу да се промене, чиме се ствара негативан утицај на фреквентну карактеристику звучника.
Чешћи приступ је постављање капице против прашине која служи као високофреквентни звучник. Она такође емитује никофреквентне сигнале, као део покретног система главне мембране, али због мале масе и смањеног пригушења, емитује већу снагу на вишим фреквенцијама. Као и са малим купама, потребан је пажљив одабир материјала, облика и позиције како би се добио линеаран фреквентни опсег који се придужава у високе фреквенције. Високо фреквентна дисперзија је другачија за овај типо капице него за мале купе. Други приступ је обликовање главне мембране и одабир одговарајућих материјала тако да је део мембране ближи калему доста тврђи, како би емитовао све фреквенције, док се спољни делови селективно искључују, зрачећи само ниже фреквенције. Облик мембране као и материјали могу да се моделују у ФЕА програмима и могу да се добију резултати који дају одличне толеранције.
Звучници који користе овакве механичке скретнице имају одређених звучних предности упркос потешкоћама пројектовања и производње, и упркос неизбежним ограничењима излазне снаге. Звучници пуног опсега имају један акустички центар, и могу имати релативно мале фазне промене кроз аудио-опсег фреквенција. За најбоље резултате на ниским фреквенцијама, овакви звучници захтевају пажљиво одабран дизајн кутија. Њихова мала величина (углавном од 165 до 200 mm) захтева велико кретање мембране како би произвела довољно јако ниске фреквенције, али кратак калем који је потребан за довољно добру репродукцију високих фреквенција може да се помера врло ограничено. Упркос томе, уз ова ограничења, цена и комплексност се смањују, и нису потребне никакве скретнице.

### Подела по реду филтара или нагибу
Као што филтри имају различите редове, имају их и скретнице, у зависности од нагиба филтра који садрже. Коначни нагиб филтра може да се потпуно одреди електричним филтром или може да се оствари комбинацијом нагиб електричног филтра са природним карактеристикама звучника. У првом случају, једини захтев је да звучник има раван фреквентни одзив бар до тачке где је сигнал −10dB нижи од остатка опсега. У другом случају, завршни акустични нагиб је углавном стрмији него код електричних филтара. Акустична скретница трећег или четвртог реда често има само електрични филтар другог реда. Ово захтева да се звучничке јединице добро понашају доста даље од фреквенције скретнице, као и да високофреквентни звучник може да преживи значајан сигнал у фреквенцијама испод његове фреквенције скретнице. Ово је тешко оствариво у пракси. У даљем тексту, карактеристике разматрају се карактеристике редова електричних филтара, а затим и скретнице које садрже те акустичке нагибе и њихове предности и мане.
Већина аудио-скретница користи филтре од првог до четвртог реда. Филтри вишег реда се углавном не примењују у пасивним звучничким скретницама, али се понекад налазе у електронској опреми у случајевима када је њихова значајна цена и комплексност оправдана

#### Филтри првог реда
Филтри првог реда имају нагиб 20 dB/декада (тј. 6 dB/октава). Сви филтри орвог реда имају карактеристике Батерворт филтра. Филтри првог реда се сматрају идеалним за звучнике од стране многих аудиофила. Ово је зато што је овај филтар 'транзијентно савршен', што занчи да прослеђује и амплитуду и фазу непромењену кроз распон фреквенција који нас интересује. Такође, користи најмање делова и има најмање губитке (ако је изведен у пасивној варијанти). Скретница првог реда дозвољава више сигнала нежељених фреквенција да прођу до нискофреквентне и високофреквентне секције него што то чине конфигурације вишег реда. Иако нискофреквентни звучници ово подносе са лакоћом (сем што стварају дисторзију на фреквенцијама које не могу да рукују како треба), мањи високофреквентни звучници (посебно високотонци) могу лако да се оштете јер они нису у стању да истрпе велике улазне снаге на фреквенцијама испод њихове декларисане фреквенције скретнице.
У пракси, звучнички системи са стварним акустичкиим нагибом првог реда су тешки за пројектовање јер траже велико преклапање опсега звучника, и мали нагиби значе да звучници који се фазно не поклапају стварају проблеме и велике промене фреквентне карактеристике у оси слушања и ван ње.

#### Филтри другог реда
Филтри другог реда имају нагиб 40 dB/декади (или 12 dB/октави). Филтри другог реда имају Безел филтар, Линквиц-Рајли филтар или карактеристике Батерворт филтра у зависности од одабраног дизајна и компоненти. Овај ред филтара се често користи у пасивним скретницама јер нуди разуман баланс између комплексности, одзива, и заштите високофреквентних звучника. Када се пројектују са временски усклађеним физичким позиционирањем, ове скретнице имају симетричан поларни одзив, као што имају све скретнице другог реда.
Често се мисли да ће увек постојати фазна разлика од 180°између излаза нискофреквентно пропусног филтра другог реда и високофреквентно пропусног филтра који има исту фреквенцију скретнице. И тако, у системима са другим редом скретница, високофреквентни излаз је често повезан са високофреквентним звучником који је 'инвертован' , како би се исправио овај проблем. У пасивним системима, високофреквентни звучник је повезан тако да је супротног поларитета у односу на нискофреквентни звучник; у активним системима инвертован је излаз високофреквентног филтра. У тросистемским звучницима, средњотонски звучник или његов филтар су инвертовани. Ипак, ово је тачно само ако се звучници преклапају широким делом опсега и ако су им акустички центри дизички на истој равни.

#### Филтри трећег реда
Филтри трећег реда имају нагиб од 60 dB/декади (or 18 dB/октави). Ове скретнице најчешће имају Батерворт карактеристике филтара; фазни одзив је веома добар, збир фреквентних одзива даје равну фреквентну криву и фазу, слично филтрима првог реда. Поларни одзив је асиметричан. У оригиналном Џозеф Д'Аполитовом МТМ распореду, симетричан распоред звучника се користи како би створио симетричан одзив ван осе слушања када се користе скретнице трећег реда.
Акустичке скретнице трећег реда се често праве од филтарских кола првог или другог реда.

#### Филтри четвртог реда
Филтри четвртог реда имају нагиб од 80 dB/декади (или 24 dB/октави). Ови филтри су компликовани за дизајнирање у пасивном облику, јер компоненте имају међусобну интеракцију. Пасивне мреже стрмог нагиба су мање толерантне на промене вредности делова или толеранције, и више осетљиве на погрешно повезивање са реактивним звучничким оптерећењима. Скретница четвртог реда са −6 dB тачком скретнице и збирним фреквентним одзивом који је раван је познатија као Линквиц-Рајли скретница (именована по њеним изумитељима, и може да се направи у активном облику настављајући две Батерворт секције јенду на другу. Излазни сигнали овог реда скретница су у фази, тиме избегавајући делимичну фазну инверзију уколико се одзиви скретницва електрично саберу, као што би се десило са излазним степеном компресора више опсега. Скретнице које се користе у дизајнирању звучника не захтевају филтарске секције да буду у фази: равне излазне карактеристике се често остварују користећи неидеалне, асиметричне карактеристике филтара скретница. Bessel, Butterworth and Chebyshev are among the possible crossover topologies.
Такви филтри са стрмим нагибом имају веће проблеме са звоњењем и премашивањем сигнала. али постоји неколико кључних предности, чак и у пасивном облику, као што су потенцијал за нижу тачку скретнице и повећана снага коју високотонци могу да приме, заједно са мање фреквентног преклапања између звучника драстично смањују промене фазе у различитим угловима, и друге нежељене ефекте ван осе слушања. Са мање фреквентног преклапања између звучника, њихов међусобни распоред постаје мање битан и дозвољава више степени слободе у дизајнирању звучничких система или у аутомобилским аудио-системима.

#### Филтри вишег реда
Пасивне скретнице које имају акустички нагиб већи од четвртог реда нису много честе јер су скупе и компликоване. Доступни су филтри нагиба и до 96 dB по октави у активним скретницама и системима управљања звучницима.

#### Филтри мешаног реда
Скретнице могу такође да се направе од филтара различитих редова. На пример, нискофреквентно пропусна скретница другог реда у комбинацији са високофреквентном скретницом трећег реда. Оне су углавном пасивне и користе се из различитих разлога, често када се вредности компонената пронађу оптимизацијом помоћу рачунарског програма. Скретница вишег реда за високотонски звучник може понекад да помогне у компензацији временске разлике између високотонског и носкотонског звучника која настаје због позиционирања акустичких центара звучника која нису у равни.

### Подела према топологији кола

#### Паралелне скретнице
Паралелне скретнице су најчешће. Електрично, филтри су паралелни и тиме различите секције филтара немају међусобну интеракцију. Ово чини двосистемске скретнице лаким за пројектовање јер делови могу да се посматрају одвојено, и зато што толеранције компонената могу да се занемаре. Паралелне скретнице такође имају предност у томе што омогућавају да се звучници повезују са два пара жица. Пре појаве рачунарског моделовања, једноставане тросистемске скретнице су пројектоване као пар двосистемских скретница, али је напредак итеративних програма за пројектовање појаснио да је ова стара техника стварала претерано појачање и стрмо наглашен одзив средњотонског звучника, заједно са мање него очекиваном улазном импедансом.

#### Редне скретнице
У овој топологији, појединачни филтри су повезани редно, и звучник или кобинација звучника су повезани паралелно са филтарским секцијама. Како би се разумео пут сигнала у оваквом типу скретница, погледати слику "Редна скретница" , и размотрити високофреквентни сигнал који, у одређеним тренуцима, има позитиван напон на горњем контакту у односу на доњи. Филтар који пропушта ниске фреквенције представља високу импедансу сигналу, а високотонац представља малу импедансну; тако да сигнал пролази кроз високотонски звучник. Сигнал наставља до тачке повезивања између филтарских секција нискотонског и восокотонског звучника. Тамо високофреквентно пропусни филтар представља малу импедансну сигналу, тако да сигнал пролази кроз високо фреквентни филтар, и појављује се на доњем улазном контакту. Нискофреквентни сигнал са сличном моменталном карактеристиком напона прво пролази кроз високофреквентно пропусну филтарску секцију, онда у нискофреквентни звучник, и појављује се на доњем улазном контакту.

#### Изведене скретнице
Изведене скретнице укључују активне скретнице код којих је један од фреквентних опсега изведен од другог коришћењем диференцијалног појачала. На пример, разлика између улазног сигнала или излазног сигнала високофреквентно пропусне филтарске секције је нискофреквенти сигнал. Тако, када се користи диференцијални појачавач како би се пронашла разлика сигнала, његов излаз чини нискофреквентно пропусну филтарску секцију. Главна предност изведених филтара је да не производе фазну разлику између високофреквентних и нискофреквентних секција на било којој фреквенцији. Мане су :
- (а) да су високофреквента и нискофреквента секције често различитих нивоа јачине, тј. њихови нагиби су асиметрични,[4] или
- (б) да одзив једне или обе секције има максимум близу фреквенције скретнице,[5]

или оба.
У горепоменутом случају (а), уобичајена ситуација је да се изведени нискофреквентни сигнал утишава много споријим темпом него фискни одзив. Ово тражи од звучника који је повезан на ту секцију да настави да даје одзив на сигнал који је дубоко у његовом делу опсега у коме његове физичке карактеристике нису идеалне. У случају (б), оба звучника раде на високој гласноћи на месту где се фреквенција сигнала приближава тачки скретнице. Ово користи више снаге појачала и може да доведе звучнике у нелинеарност.